# التيار الوطني الحر
التيار الوطني الحر ويعرف أيضا بالتيار العوني حزب سياسي لبناني رئيسه جبران باسيل.
هو تيار سياسي لبناني، واسع التمثيل في الوسط المسيحي، ينادي بدولة مدنية تقوم على أساس احترام مختلف الأفراد فيها.
تعريف ظاهرة العونيين: هم مجموعة من الشباب سُميوا بالعونيين بسبب ولائهم للعماد ميشال عون والتزامهم بنهجه.
كان هدفهم منذ البدئ وقف النزاعات الحاصلة بين الطوائف اللبنانية وتحرير لبنان من الهيمنة السورية السياسية والعسكرية. بدأ عملهم يقتصر على المظاهرات الشعبية والتطوع في الجيش وشكلوا ما يسمى انصار الجيش. بعد خسارة الجيش اللبناني امام الجيش السوري في 13 تشرين 1990 حيث تم قصف الجيش اللبناني أيضًا من مدافع ميليشية القوات اللبنانية ونَفي العماد ميشال عون إلى فرنسا تحول عملهم إلى عمل سري (FAL).
بعد خروج الجيش السوري من لبنان في 26 نيسان 2005 وعودة العماد عون في 7 أيار 2005 أُعلن عن التيار الوطني الحر الذي أصبح أقوى تيار ذات أكثرية مسيحية في لبنان متجسد بثاني أكبر كتلة نيابية وهي تكتل التغير والإصلاح وأكبر كتلة مسيحية في المجلس النيابي اللبناني.

## الأيديولوجية
التيار الوطني الحر يتبع ايدولوجية القومية اللبنانية.

## مؤسسات محسوبة على التيار الوطني الحر
للتيار الوطني الحر مكاتب حزب في كل الأقضية اللبنانية وفي الكثير من القرى والبلدات والمدن اللبنانية.
التلفزيون = OTV «أو تي في» www.otv.com.lb
الإذاعة = صوت المدى على الموجة القصيرة 92.9 FM في لبنان
ORANGE CASCADE وهي مؤسسة مياه لبنانية محلية
8 ORANGE وهي مجموعة من اللبنانيين يتبرعون من خلال هذه المجموعة للتيار الوطني الحر للإبقاء على التمويل الذاتي اللبناني الصافي دون الحاجة إلى الاستعانة بالخارج

## تواريخ مؤثرة في حراك العونيين السياسي
14 آذار 1989: يوم أطلق رئيس الحكومة العسكرية في لبنان من مقر إقامته في بعبدا حرب التحرير ضد الجيش السوري. وقد حدث ذلك فعلا خلال مؤتمر صحفي للعماد ميشال عون يومها .
13 تشرين الأول 1990: هو اليوم الذي أعلن فيه رئيس الحكومة العسكرية العماد ميشال عون في بيان صوتي ما عرف بالخسارة العسكرية وقد طلب فيه من عناصر الجيش اللبناني تلقي الأوامر من العماد أميل لحود. في فجر هذا اليوم بدأت طائرات السوخوي السورية بضرب القصر الجمهوري في بعبدا مقر إقامة الرئيس ميشال عون يومها. فطلب السفير الفرنسي في لبنان «رينيه ألا» من عون القدوم إلى السفارة الفرنسية لإجراء مفاوضات فما كان من الجيش السوري وألوية الجيش اللبناني بإمرة العميد إميل لحود والميليشيات اللبنانية المسيحية إلا أن أكملوا زحفهم نحو ما كان يعرف بالمناطق الحرة ومن ثم وضع عون في الإقامة الجبرية ومنع من الخروج من السفارة.
وبعد فترة أعلن نفيه من لبنان فأقلته طوافة عسكرية إلى قبرص ومنها سافر إلى فرنسا حيث كانت عائلته بانتظاره هناك.
07 آب 2001: يوم دعا فيه أنصار العماد ميشال عون والتيار الوطني الحر إلى التظاهر عند قصر العدل في بيروت رفضا لقرارات القضاء «التعسفية» بحق بعض عناصر الجيش اللبناني الذي كانوا قد شاركوا بالحرب بين عامي 88 و 90 إلى جانب رئيس الحكومة العسكرية ميشال عون. ومع بداية التظاهرة قامت قوات الأمن بفض الاعتصام بالقوة ما أدى إلى اصابة العشرات بين قتيل وجريح بالإضافة إلى عشرات المعتقلين السياسيّين.
وقد كان لهذه التظاهرة نتائج دولية حيث صدرت بيانات استنكار عالمية تدين التعرض للتظاهرات السلمية في لبنان. إشارة إلى أنها كانت المرة الأولى التي يظهر فيها تفاعل دولي مع الحراك السياسي العوني في الشارع.
14 آذار 2005: كانت مظاهرة مليونية لم يشهد لبنان لها مثيل قبل هذا التاريخ.
شارك فيها كل من التيار العوني وحزب القوات اللبنانية المنحل (آنذاك) وحزب الكتائب وحزب الوطنيين الأحرار وتيار المستقبل والحزب التقدمي الاشتراكي وغيرهم من الشخصيات المستقلة التي كانت تعتبر جزء أساسيا من السلطة خلال حقبة الوصاية السورية للبنان وقد كان هذا الانقلاب على السوريين بعد عملية الاغتيال وسط بيروت والتي سقط فيها رئيس الوزراء السابق رفيق الحريري فعلت الأصوات متهمة النظام السوري بذلك.
07أيار 2005: يوم عودة العماد ميشال عون من المنفى الفرنسي إلى وطنه لبنان. استقبله يومها آلاف اللبنانيين معلنين في هذا اليوم عودة الوطن إلى الوطن
04 أيلول 2015: هو اليوم الذي دعا فيه اللبنانيين أنصار التيار الوطني الحر إلى النزول إلى ساحة الشهداء لمؤازرة وزراء التيار ونوابه في المطالب الآتية: قانون ذات نظام نسبي يعتمد في الانتخابات النيابية - إجراء انتخابات نيابية - رفض التمديد للمجلس النيابي - انتخاب رئيس جمهورية من الشعب مباشرة.
وقد خطاب الحشود رئيس التيار الوطني الحر الوزير جبران باسيل وكان الخطاب الجماهيري الأول لباسيل.
كتبت معظم الصحف الصادرة في بيروت يومها أن التيار الوطني الحر وأنصاره لبوا فعلا دعوة قائدهم بشكل فاجأ أصدقاءهم قبل خصومهم لناحية العدد، فقد نزل أكثر من مئتي ألف شخص كساهم اللون البرتقالي، الذي يعتمده التيار الوطني الحر، حاملين أعلام تيارهم والأعلام اللبنانية في وقت كان معظم اللبنانيون قد سئموا التظاهرات والسياسة عامة بعد عقود من الوعود في لبنان. لقد غصت ساحة الشهداء بهم وأعلن منسق عام التيار الوطني الحر يومها «عودة الساحة إلى أصحابها»
06 تشرين الثاني 2020: العقوبات الأمريكية على جبران باسيل
فرض مكتب مراقبة الأصول الأجنبية التابع لوزارة الخزانة الأمريكية (OFAC) عقوبات على جبران باسيل رئيس التيار الوطني الحر وعضو في البرلمان اللبناني وصهر الرئيس اللبناني ميشال عون. العقوبات هي بسبب دوره في الفساد في لبنان وفقًا لقانون Magnitsky العالمي للمساءلة عن حقوق الإنسان. قال وزير الخارجية الأمريكي ستيفن ت. مونشن: «لقد ساعد الفساد المنهجي في النظام السياسي اللبناني المتمثل في باسيل على تقويض أسس حكومة فعالة تخدم الشعب اللبناني. يوضح هذا التصنيف كذلك أن الولايات المتحدة تدعم الشعب اللبناني في دعواته المستمرة للإصلاح والمساءلة».

## العلاقات مع حزب الله
بدأت علاقات حزب التيار الوطني الحر وحزب الله في عام 2006، عندما وقع الجانبان على اتفاق مار مخايل. وقعا على هذا التفاهم ميشال عون وحسن نصر الله، بهدف التأكيد على مصلحاتهما المشتركة. يشمل الاتفاق 10 بنودًا، من بينها تعزيز الديمقراطية التوافقية، نزع سلاح حزب الله، الحفاظ على قانون انتخابي نسبي وغيرها. أدت التفاهمات إلى دعم التيار الوطني الحر لحزب الله خلال حرب لبنان 2006، وكما لدعم حزب الله لترشح ميشال عون لرئاسة الجمهورية في 2016. لكن منذ نهاية ولاية عون في 2022، شهدت العلاقات بين الجانبين توترات كثيرة، وظهرت الحزبان اختلافات عديدة.
في عام 2022، قال رئيس الحزب جبران باسيل إن "تحالفنا مع حزب الله في خطر"، وإن حزبه بحاجة إلى شيء جديد ومختلف. وقال ذلك بعد تصريح حزب الله عن أهمية الوحدة الشيعية والتعاون مع أمل. كما قال باسيل إن حزبه وقع على اتفاق مع حزب الله وليس مع أمل، وبعد اكتشاف تأثير حركة أمل على اتخاذ القرارات، فيُريد إعادة النظر.
متابعة لتدخل حزب الله في الحرب مع إسرائيل في 2023 وفتحهم جبهة عسمرية في جنوب لبنان، تحدث باسيل عدة مرات ضد سياسة الحزب وإستراتيجيته. في مارس 2024 قال باسيل إن حزبه عارض فتح الجبهة ضد إسرائيل ورفض التصعيد في جنوب البلاد. كما قال إن مبدأ وحدة الساحات الذي يدعمه حزب الله هو خطأ إستراتيجي.
وفي أكتوبر 2024، خلال مقابلة تلفزيونية له، أعلن باسيل عن انهيار التفاهم بين التيار الوطني الحر وحزب الله، وأكد أن "التيار ليس في وضع تحالف مع الحزب".

## وصلات خارجية
- ميثاقه وأهدافه
- موقع الحزب الرسمي

## مواضيع ذات علاقة
- أورانج تي في